# Ferocactus

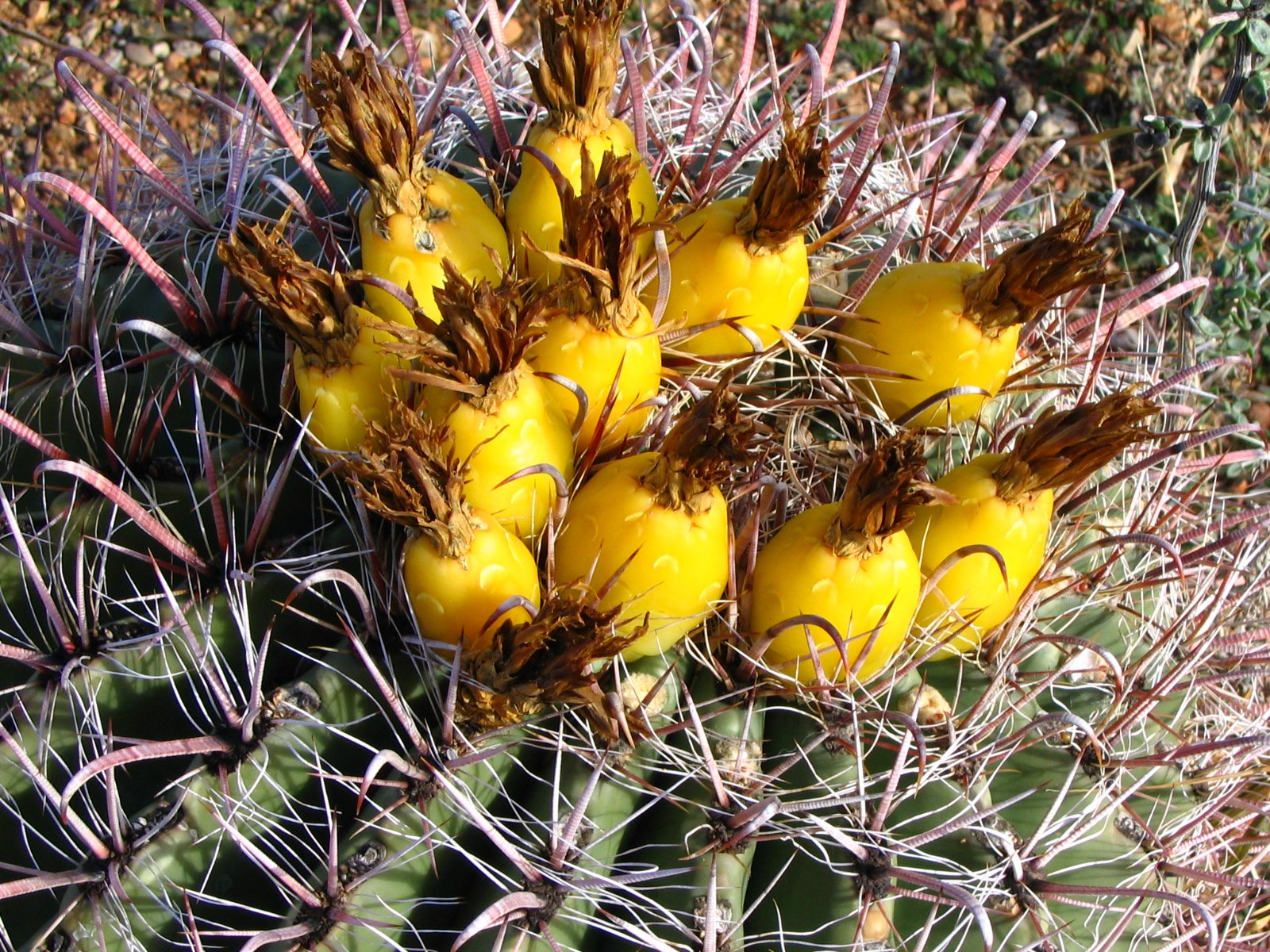
Früchte von Ferocactus wislizeni

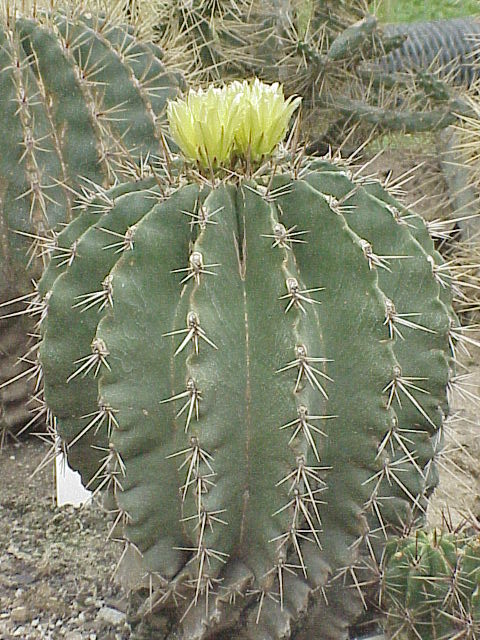
Ferocactus echidne

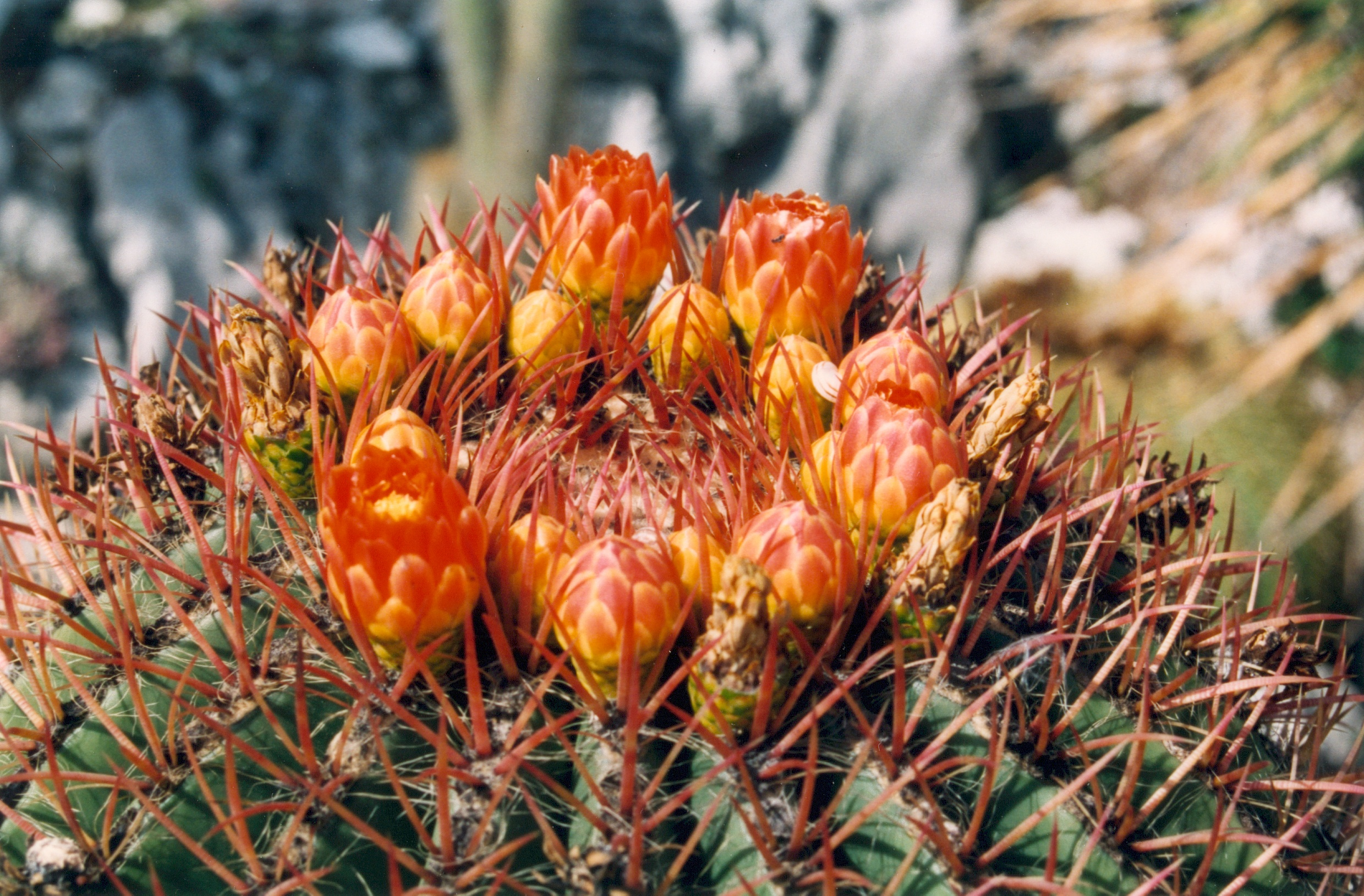
Ferocactus pilosus

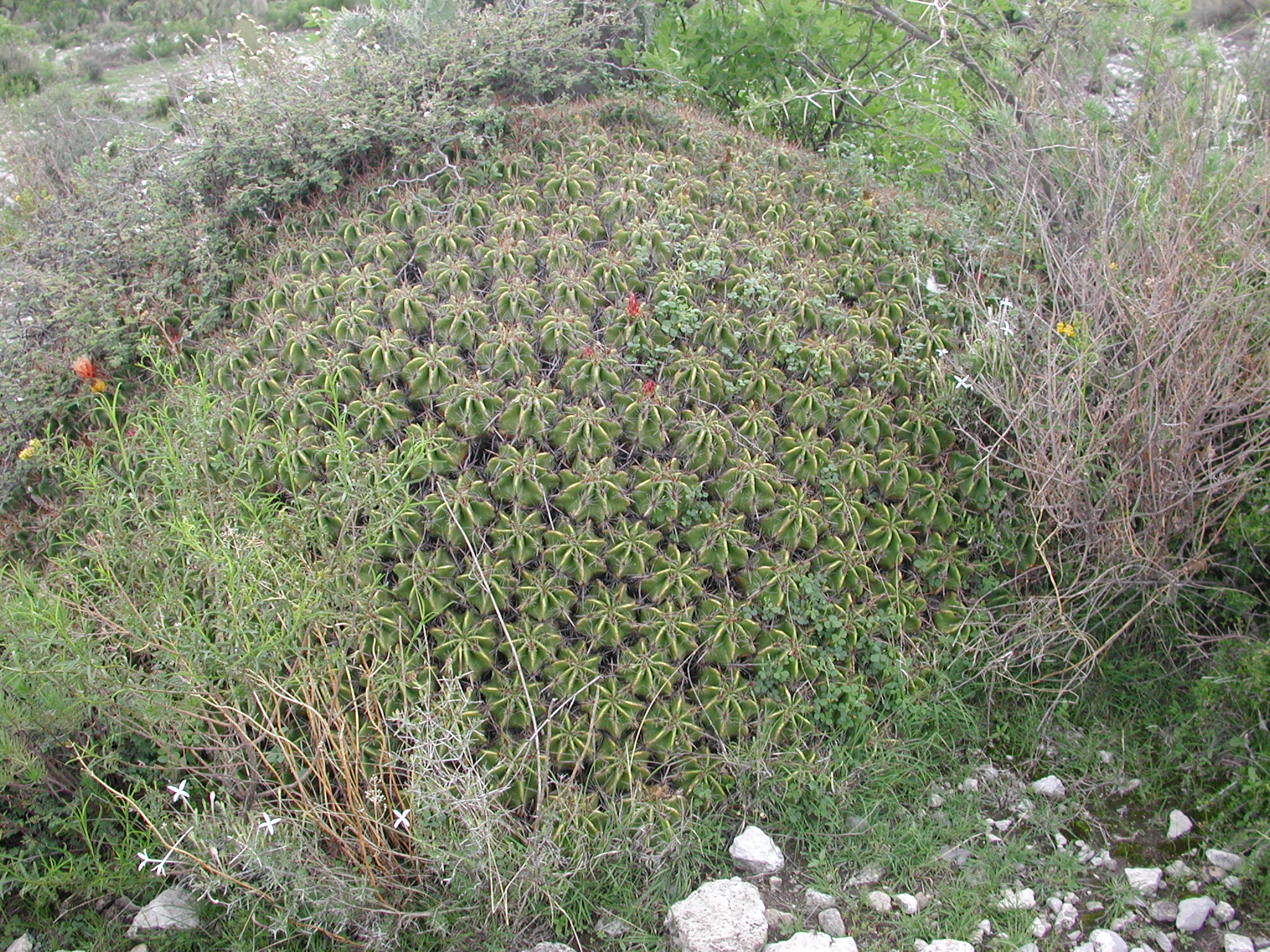
Ferocactus robustus

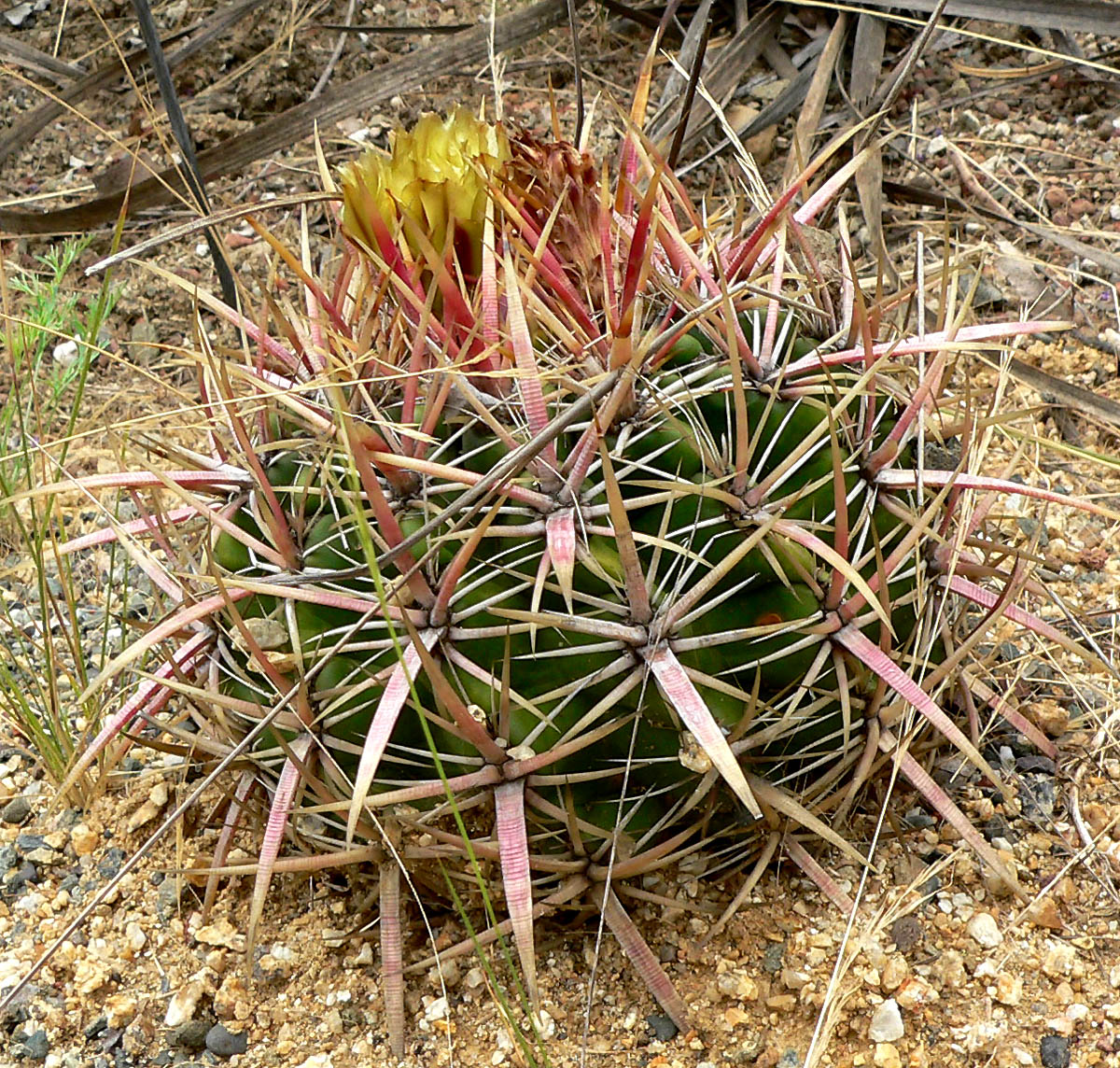
Ferocactus viridescens

Ferocactus ist eine Pflanzengattung aus der Familie der Kakteengewächse (Cactaceae). Der botanische Name der Gattung leitet sich vom lateinischen Adjektiv „ferus“ für wild, ungezähmt ab und verweist auf die kräftige Bedornung einiger Arten.

## Beschreibung
Die Arten der Gattung Ferocactus sind flachrunde, kugelförmige oder zylindrische Stammsukkulenten. Sie stehen meist einzeln oder verzweigen basal. Stark verzweigende Arten bilden große polsterartige Gruppen von mehreren hundert Köpfen. Die auf den elf bis 30 (bis 60) häufig gehöckerten (bei Jungpflanzen fast in Warzen aufgelösten) Rippen stehenden Areolen tragen kräftige Dornen, die gelb bis kräftig rot, im Alter braun und dann grau gefärbt sind. Die Randdornen sind meist strahlenförmig abgespreizt, die Mitteldornen sind auffälliger und größer, gerade oder hakenförmig, häufig abgeflacht und quer geringelt.
Die Blüten erscheinen einzeln aus den Scheitelareolen bereits großer Pflanzen. Die Blütenröhren sind kurz, außen dicht beschuppt und dornenlos. Die Farben der Blütenhüllblätter reichen von gelbgrün über orange und rot (-weiß gestreift) bis purpur. Die nach Befruchtung entstehenden Früchte färben sich bei Reife weiß, gelb oder orange, öffnen sich basal, trocknen dann aus und entlassen die meist schwarzen, manchmal braunen Samen.

## Systematik und Verbreitung
Die Gattung ist in den südlichen USA und Mexiko beheimatet.
Die Erstbeschreibung durch Nathaniel Lord Britton und Joseph Nelson Rose wurde 1922 veröffentlicht. Die Typusart der Gattung ist Ferocactus wislizeni.

### Systematik nach N.Korotkova et al. (2021)
Die Gattung umfasst folgenden Arten:
- Ferocactus alamosanus (Britton & Rose) Britton & Rose
  - Ferocactus alamosanus subsp. alamosanus
  - Ferocactus alamosanus subsp. reppenhagenii (G.Unger) N.P.Taylor
- Ferocactus chrysacanthus (Orcutt) Britton & Rose
  - Ferocactus chrysacanthus subsp. chrysacanthus
  - Ferocactus chrysacanthus subsp. grandiflorus (G.E.Linds.) N.P.Taylor
- Ferocactus cylindraceus (Engelm.) Orcutt
  - Ferocactus cylindraceus subsp. cylindraceus
  - Ferocactus cylindraceus subsp. eastwoodiae (L.D.Benson) N.P.Taylor
  - Ferocactus cylindraceus subsp. lecontei (Engelm.) N.P.Taylor
  - Ferocactus cylindraceus subsp. tortulispinus (H.E.Gates) N.P.Taylor
- Ferocactus diguetii (F.A.C.Weber) Britton & Rose
- Ferocactus echidne (DC.) Britton & Rose
- Ferocactus emoryi (Engelm.) Orcutt
  - Ferocactus emoryi subsp. covillei (Britton & Rose) D.R.Hunt & Dimmitt
  - Ferocactus emoryi subsp. emoryi
  - Ferocactus emoryi subsp. rectispinus (Engelm.) N.P.Taylor
- Ferocactus flavovirens (Scheidw.) Britton & Rose
- Ferocactus fordii (Orcutt) Britton & Rose
  - Ferocactus fordii subsp. borealis N.P.Taylor
  - Ferocactus fordii subsp. fordii
- Ferocactus glaucescens (DC.) Britton & Rose
- Ferocactus gracilis H.E.Gates
  - Ferocactus gracilis subsp. coloratus (H.E.Gates) N.P.Taylor
  - Ferocactus gracilis subsp. gatesii (G.E.Linds.) N.P.Taylor
  - Ferocactus gracilis subsp. gracilis
- Ferocactus haematacanthus (Salm-Dyck) Bravo ex Backeb. & F.M.Knuth
- Ferocactus hamatacanthus (Muehlenpf.) Britton & Rose
  - Ferocactus hamatacanthus subsp. hamatacanthus
  - Ferocactus hamatacanthus subsp. sinuatus (A.Dietr.) N.P.Taylor
- Ferocactus herrerae J.G.Ortega
- Ferocactus histrix (DC.) G.E.Linds.
- Ferocactus johnstonianus Britton & Rose
- Ferocactus latispinus (Haw.) Britton & Rose
  - Ferocactus latispinus subsp. greenwoodii (Glass) N.P.Taylor
  - Ferocactus latispinus subsp. latispinus
  - Ferocactus latispinus subsp. spiralis (Karw. ex Pfeiff.) N.P.Taylor
- Ferocactus lindsayi Bravo
- Ferocactus macrodiscus (Mart.) Britton & Rose
  - Ferocactus macrodiscus subsp. macrodiscus
  - Ferocactus macrodiscus subsp. septentrionalis (J.Meyrán) N.P.Taylor
- Ferocactus mathssonii (Berge ex K.Schum.) N.P.Taylor
- Ferocactus peninsulae (F.A.C.Weber) Britton & Rose
- Ferocactus pilosus (Galeotti) Werderm.
- Ferocactus pottsii (Salm-Dyck) Backeb.
- Ferocactus robustus (Link & Otto) Britton & Rose
- Ferocactus schwarzii G.E.Linds.
- Ferocactus tiburonensis (G.E.Linds.) Backeb.
- Ferocactus townsendianus Britton & Rose
- Ferocactus uncinatus (Galeotti ex Pfeiff.) Britton & Rose
- Ferocactus viridescens (Torr. & A.Gray) Britton & Rose
- Ferocactus wislizeni (Engelm.) Britton & Rose

Synonyme der Gattung sind Bisnaga Orcutt (1926), Brittonia C.A.Armstr. (1934), Glandulicactus Backeb. (1938), Ferocactus sect. Bisnaga (Orcutt) N.P.Taylor & J.Y.Clark (1983) und Parrycactus Doweld (2000).

### Systematik nach E.F.Anderson/Eggli (2005)
Die Gattung wird in zwei Sektionen mit den folgenden Arten aufgeteilt:
- Ferocactus sect. Bisnaga
  - Ferocactus echidne (DC.) Britton & Rose
    - Ferocactus echidne var. echidne
    - Ferocactus echidne var. rhodanthus G.Unger = Ferocactus echidne (DC.) Britton & Rose
    - Ferocactus echidne var. victoriensis (Rose) G.E.Linds. = Ferocactus echidne (DC.) Britton & Rose

  - Ferocactus flavovirens (Scheidw.) Britton & Rose
  - Ferocactus glaucescens (DC.) Britton & Rose
  - Ferocactus haematacanthus (Salm-Dyck) Bravo ex Backeb. & F.M.Knuth
  - Ferocactus hamatacanthus (Muehlenpf.) Britton & Rose
    - Ferocactus hamatacanthus subsp. hamatacanthus
    - Ferocactus hamatacanthus subsp. sinuatus (A.Dietr.) N.P.Taylor

  - Ferocactus histrix (DC.) G.E.Linds.
  - Ferocactus latispinus (Haw.) Britton & Rose
    - Ferocactus latispinus subsp. latispinus
    - Ferocactus latispinus subsp. spiralis (Karw. ex Pfeiffer) N.P.Taylor

  - Ferocactus lindsayi Bravo
  - Ferocactus macrodiscus (Mart.) Britton & Rose
    - Ferocactus macrodiscus subsp. macrodiscus
    - Ferocactus macrodiscus subsp. septentrionalis (J.Meyrán) N.P.Taylor

  - Ferocactus schwarzii G.E.Linds.

- Ferocactus sect. Ferocactus
  - Ferocactus alamosanus (Britton & Rose) Britton & Rose
    - Ferocactus alamosanus subsp. alamosanus
    - Ferocactus alamosanus subsp. reppenhagenii (G.Unger) N.P.Taylor

  - Ferocactus chrysacanthus (Orcutt) Britton & Rose
    - Ferocactus chrysacanthus subsp. chrysacanthus
    - Ferocactus chrysacanthus subsp. grandiflorus (G.E.Linds.) N.P.Taylor

  - Ferocactus cylindraceus (Engelm.) Orcutt
    - Ferocactus cylindraceus subsp. cylindraceus
    - Ferocactus cylindraceus subsp. lecontei (Engelm.) N.P.Taylor
    - Ferocactus cylindraceus subsp. tortulispinus (H.E.Gates) N.P.Taylor

  - Ferocactus diguetii (F.A.C.Weber) Britton & Rose
    - Ferocactus diguetii var. carmenensis G.E.Linds.
    - Ferocactus diguetii var. diguetii

  - Ferocactus eastwoodiae (L.D.Benson) L.D.Benson ≡ Ferocactus cylindraceus subsp. eastwoodiae (L.D.Benson) N.P.Taylor
  - Ferocactus emoryi (Engelm. ex J.M.Coulter) Orcutt
    - Ferocactus emoryi subsp. emoryi
    - Ferocactus emoryi subsp. rectispinus (Engelm.) N.P.Taylor

  - Ferocactus fordii (Orcutt) Britton & Rose
    - Ferocactus fordii subsp. borealis N.P.Taylor
    - Ferocactus fordii subsp. fordii

  - Ferocactus gracilis H.E.Gates
    - Ferocactus gracilis subsp. coloratus (H.E.Gates) N.P.Taylor
    - Ferocactus gracilis subsp. gatesii (G.E.Linds.) N.P.Taylor
    - Ferocactus gracilis subsp. gracilis

  - Ferocactus herrerae J.G.Ortega
  - Ferocactus johnstonianus Britton & Rose
  - Ferocactus peninsulae (F.A.C.Weber) Britton & Rose
  - Ferocactus pilosus (Galeotti ex Salm-Dyck) Werderm.
  - Ferocactus pottsii (Salm-Dyck) Backeb.
  - Ferocactus robustus (Pfeiff.) Britton & Rose
  - Ferocactus tiburonensis (G.E.Linds.) Backeb.
  - Ferocactus townsendianus Britton & Rose
  - Ferocactus viridescens (Torr. & A.Gray) Britton & Rose
    - Ferocactus viridescens var. littoralis G.E.Linds. = Ferocactus viridescens (Torr. & A.Gray) Britton & Rose
    - Ferocactus viridescens var. viridescens

  - Ferocactus wislizeni (Engelm.) Britton & Rose

Synonyme für die Gattung sind Bisnaga Orcutt (1926) und Parrycactus Doweld (2000).

## Weiterführende Literatur
- J. H. Cota, R. S. Wallace: Chloroplast DNA evidence for divergence in Ferocactus and its relationships to North American columnar cacti (Cactaceae: Cactoideae). In: Systematic Botany. Band 22, 1997, S. 529–542 (doi:10.2307/2419826).
- J. H. Cota, J. P. Rebman, R. S. Wallace: Chromosome numbers in Ferocactus (Cactaceae: Cactoideae). In: Cytologia. Band 61, 1996, S. 431–437 (doi:10.1508/cytologia.61.431).